# Gurli Lemon-Bernhard
Gurli Blenda Lemon-Bernhard, född Lemon 12 april 1916 i Danderyd, död 15 december 2011 i Lidingö, var en svensk opera- och operettsångare (sopran).
Lemon-Bernhard utbildade sig vid Musikhögskolans operaklass 1937–1938. Hon studerade för bland andra John Forsell och Andrejeva von Skilondz. Hon debuterade som Cherubino i Figaros bröllop på Operan 1938. Där var hon engagerad 1939–1946. Till rollerna hör Polly Peachum i Tiggaroperan, Siebel i Faust och Musetta i La Bohème. Lemon-Bernhard gjorde rollen som Sorgbarn i Singoalla vid urpremiären 1940. Hon sjöng även operett.
Hon gästspelade på scener i exempelvis Malmö, Göteborg, London, Köpenhamn och Oslo.
Hon var dotter till operasångaren Olof Lemon och syster till operasångaren Benna Lemon-Brundin. Från 1937 var hon gift med läkaren professor Carl Gustaf Bernhard (1910–2001). De är begravda på Lidingö kyrkogård. Lemon-Bernhard fick fyra barn.

## Filmografi
- 1943 – Hans Majestäts rival

## Teater

### Roller (urval)
| År   | Roll           | Produktion                                               | Regi             | Teater            |
| ---- | -------------- | -------------------------------------------------------- | ---------------- | ----------------- |
| 1940 | Christine Holm | Den lilla hovkonserten Toni Impekoven och Paul Verhoeven | Rune Carlsten    | Dramaten          |
| 1946 |                | Tolvskillingsoperan Kurt Weill och Bertolt Brecht        | Sandro Malmquist | Malmö stadsteater |
| 1948 | Josepha        | Vita hästen Hans Müller och Ralph Benatzky               | Max Hansen       | Oscarsteatern     |